# Morigny-Champigny
Morigny-Champigny là một xã ở tỉnh Essonne thuộc vùng Île-de-France miền bắc nước Pháp.
Thị trấn nằm on the right bank of the Juine, which flows northward through the western part of the commune.
Theo điều tra dân số năm 1999, dân số xã này là 3.922 người. Ước tính dân số năm 2006 là 4.172.
Danh xưng cư dân địa phương Morigny-Champigny trong tiếng Pháp là Morignacois.
- Thiou of Morigny, French chronicler